# لیدو دی ولانو
لیدو دی ولانو (به ایتالیایی: Lido di Volano) یک استراحتگاه ساحلی در استان فرارا ایتالیا می‌باشد .

## جاذبه‌های توریستی
- پارک جنگلی لیدو دی ولانو
- پلاژ لیدو دی ولانو
- دریاچه ملل
- کلیسای سنت جوانی گیلبرتو